# St. Anna (Karbach)

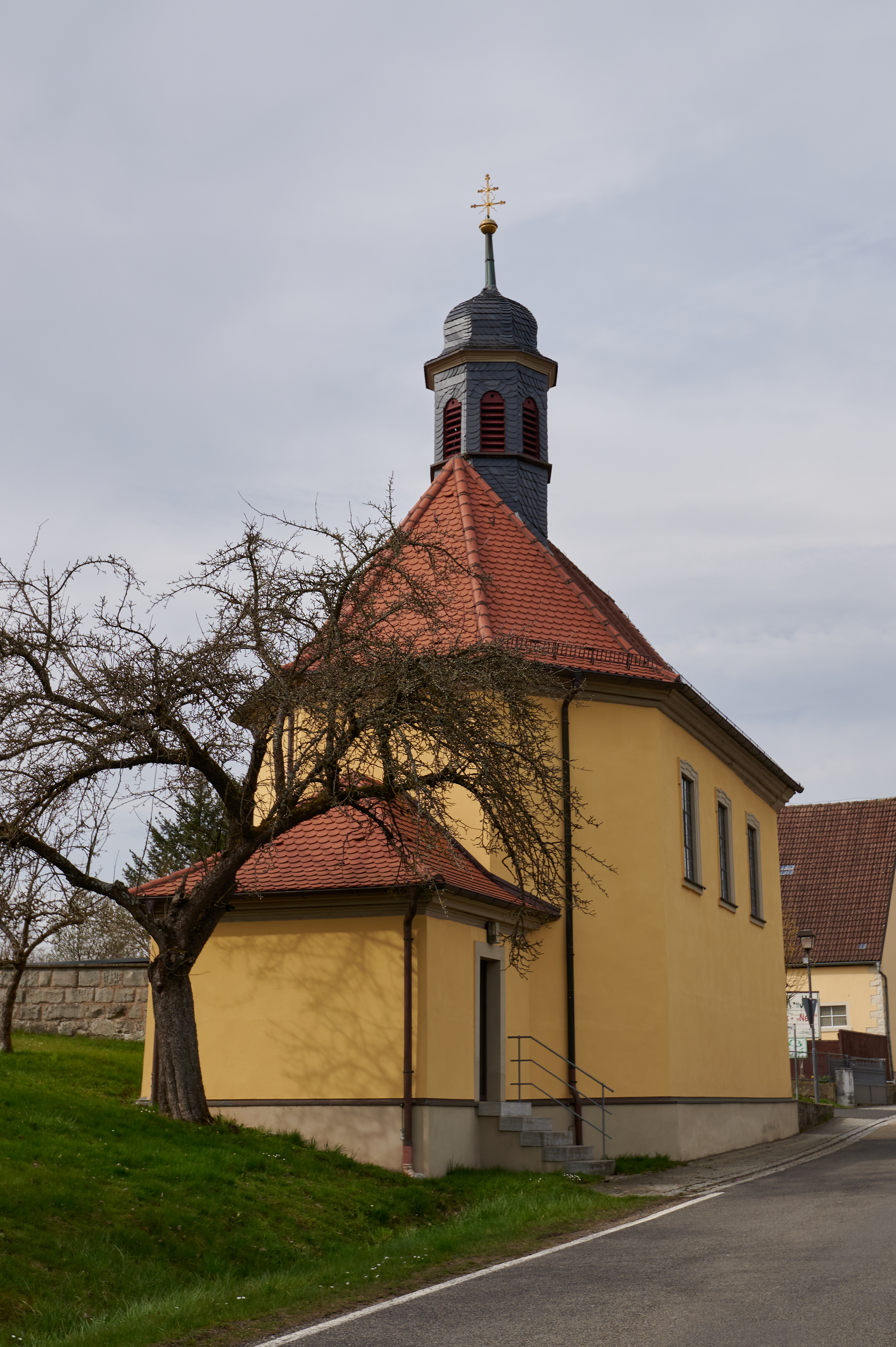
St. Anna (Karbach)

Die römisch-katholische Filialkirche St. Anna steht in Karbach, einem Gemeindeteil von Rauhenebrach im unterfränkischen Landkreis Haßberge in Bayern. Das denkmalgeschützte Bauwerk entstand im 17. Jahrhundert. Die Kirche gehört zur Pfarrei von Untersteinbach in der Pfarreiengemeinschaft Heilig Geist (Rauhenebrach) im Dekanat Haßberge des Bistums Würzburg.

## Beschreibung
Die traufständige Saalkirche wurde 1617 errichtet und 1736 erweitert. Sie besteht aus einem Langhaus und einem dreiseitig geschlossenen Chor im Süden. Aus dem Satteldach des Langhauses erhebt sich ein achteckiger, schiefergedeckter, mit einer Zwiebelhaube bedeckter Dachreiter, der den Glockenstuhl beherbergt, in dem eine 2009 gegossene Kirchenglocke hängt. 
Zur Kirchenausstattung gehört ein um 1660 gebauter Altar mit Statuen von Anna selbdritt, Johannes dem Täufer und Kilian, die von Tilman Riemenschneider stammen.